# Wiehenvenator
Wiehenvenator ("lovec z pohoří Wiehen") byl rod velkého teropodního dinosaura, žijícího asi před 165 miliony let (věk kelloway, střední jura) na území dnešního Německa (Severní Porýní-Vestfálsko, nedaleko města Minden).

## Historie

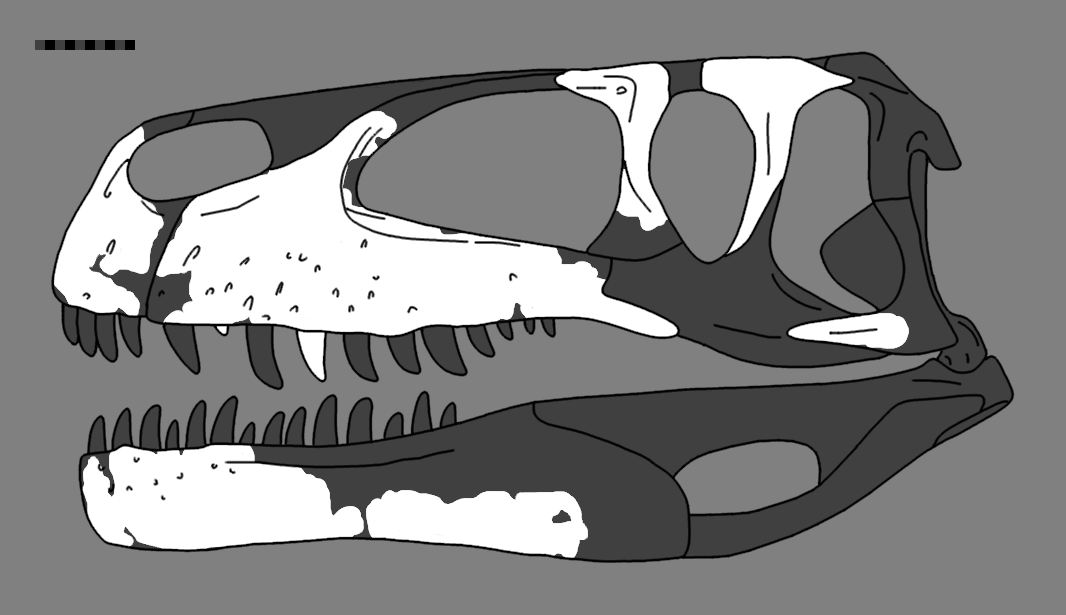
Wiehenvenator - rekonstrukce lebky

Původně byl po dlouhou dobu známý jako "Das Monster von Minden" ("netvor z Mindenu"), a to od jeho objevu v roce 1998 až do roku 2016. Wiehenvenator byl formálně popsán paleontologem Oliverem Rauhutem a jeho dvěma kolegy v elektronickém periodiku.
V únoru roku 2020 byl vytvořen model tohoto teropoda v životní velikosti, a to pro expozici muzea Münster Westphalian Museum of Natural History (německy LWL-Museum für Naturkunde).

## Velikost
Původní odhady velikosti wiehenvenatora mluvily až o délce 15 metrů (což by z něj činilo jednoho z největších známých teropodů vůbec), to se ale ukázalo jako značně přehnané. Podle srovnání čelistní kosti s kostí druhu Torvosaurus gurneyi byla odhadnuta celková délka tohoto teropoda na 8 až 9 metrů a hmotnost asi 1000 až 1500 kilogramů. Patří tak k poměrně velkým evropským teropodům.